# Slavko Vinčić
Slavko Vinčić (Maribor, Eslovenia; 25 de noviembre de 1979) es un árbitro de fútbol esloveno internacional desde 2010 que arbitra en la Primera Liga de Eslovenia.

## Torneos de selecciones
Ha arbitrado en los siguientes torneos de selecciones nacionales:
- Eurocopa Sub-21
- Campeonato de Europa Sub-17 de la UEFA
- Clasificación de UEFA para la Copa Mundial de Fútbol de 2014
- Campeonato Europeo de la UEFA Sub-19
- Clasificación para la Eurocopa 2016
- Clasificación de UEFA para la Copa Mundial de Fútbol de 2018
- Copa Mundial de Fútbol Sub-17 en el 2017 en India[3][4]
- Liga de las Naciones de la UEFA
- Clasificación para la Eurocopa 2020
- Copa Mundial de Fútbol Sub-20 en el 2019 en Polonia[5]

## Torneos de clubes
Ha arbitrado en los siguientes torneos de internacionales de clubes:
- Liga de Campeones de la UEFA
- Liga Europea de la UEFA